# ロシア帝国国家評議会

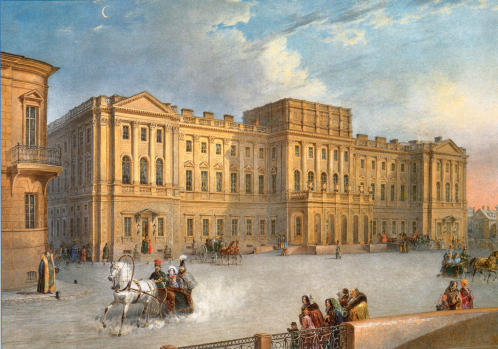
聖イサク通りに面したマリインスキー宮殿は、20世紀初頭に国家評議会の議場として使用されていた

国家評議会（ロシア語表記：Государственный Совет）は、ロシア皇帝の下におかれた最高輔弼機関。

## 18世紀
- 初期のツァーリたちの評議会は規模が小さく、また主に外交を担当していた。
- ピョートル1世は元老院（1711年）を、またエカチェリーナ1世は最高枢密院（1725年）をそれぞれ設置している。これらの機関は統治者が変わるたびに役割を変えた。
- ピョートル3世は帝国評議会（Императорский Совет）を1762年5月20日に創設し、公的には「最高御前会議（Совет при высочайшем дворе）」と呼ばれた。しかしこの機関はエカチェリーナ2世によって廃止された。

## 1810年 - 1917年
国家評議会は1810年、アレクサンドル1世のもとで改革を推進していたミハイル・スペランスキーによって創設された。スペランスキーは上下院からなる議会のうちの上院として設置することを構想していたが、実際は皇帝が信頼をおく人々から構成された助言機関としての役割を担わされた。
1906年から1917年まで、国家評議会の地位は国家基本法（憲法）によって規定され、その議長は皇帝によって任命された。議員の半数は文官と武官の中から皇帝によって選ばれた人々が占めたが、残り半分は様々な社会集団の成員が選挙によって選ばれ、議席を占めた。選挙選出者の議席はグベールニヤ（地方行政区画）ごとに置かれているゼムストヴォに1議席ずつ与えられており、18議席は貴族集会に、6議席はロシア正教会に、12議席は様々な改革諸団体や職業組合に、6議席はロシア科学アカデミーに、2議席はフィンランド議会にそれぞれ割り振られた。
国家評議会は下院である帝国議会（ドゥーマ）に対して、上院の地位におかれた。世襲貴族のみで構成されていた当時のイギリス貴族院やプロイセン貴族院と比較すると、国家評議会はその構成員の半数が多様な社会集団から民主的な選挙で選ばれたという意味では、より民主的な性格を有していたと言える。

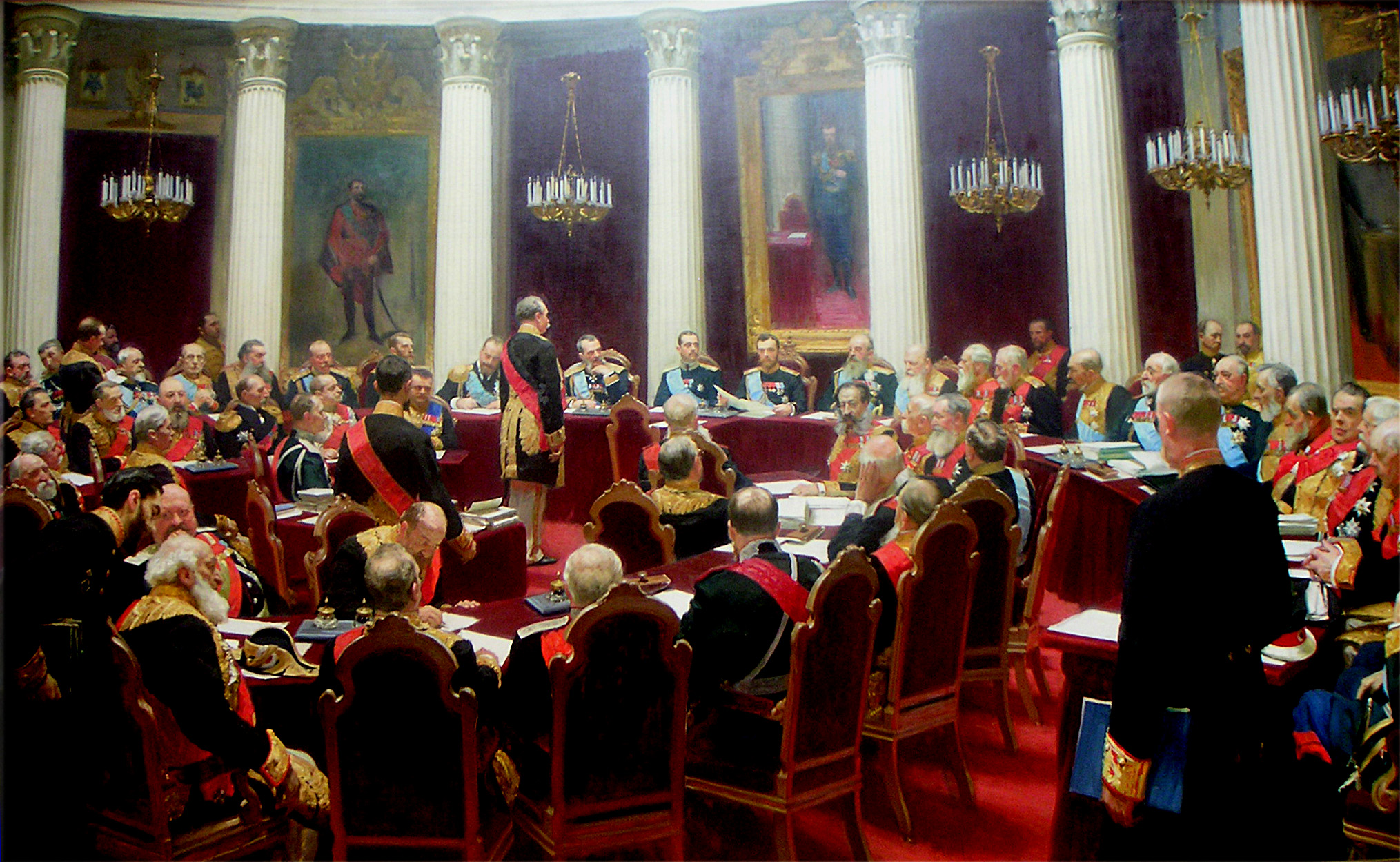
『1901年5月7日の国家評議会百周年記念祝典』、イリヤ・レーピン画、ロシア美術館所蔵